# Revolta de la Nika
Els aldarulls o la revolta de la Nika (en grec: Στάση του Νίκα) fou una revolta succeïda el gener del 532 a Constantinoble, després que l'emperador Justinià I arribés al poder el 527.

## Situació social
La situació social era molt volàtil amb la població dividida en dues faccions importants, la facció verda i la blava, així com dues d'altres, els blancs i els vermells, que en aquesta època ja eren pràcticament irrellevants. Eren proto-partits polítics que seguien diferents branques de la teologia cristiana. La facció blava estava formada majoritàriament per la classe aristocràtica i seguien el cristianisme calcedoni, mentre que la verda, estava constituïda per la classe dels treballadors, artesans i comerciants i seguien la branca monofisita. Sovint s'enfrontaven en forts disturbis.

## La revolta
En arribar al poder Justinià va emprendre diverses guerres per recuperar terres romanes a Europa perdudes segles abans en les invasions ostrogodes i vàndales. Per aconseguir diners per finançar aquestes guerres el ministre de finances, Joan de Capadòcia, va introduir fins a 26 nous impostos que afectaven, principalment a la classe alta. Això va fer que l'enuig vers la parella reial formada per Justinià i Teodora creixés a causa dels alts impostos i de les dures respostes de l'emperador als enfrontaments entre blaus i verds.
Els seguidors de la facció verda se sentien rebutjats per la parella reial mentre que els de la facció blava, habitualment els preferits de Justinià i Teodora, creien que havien perdut el favor imperial. Tots aquests fets van desembocar en una rebel·lió a l'hipòdrom de la capital de l'Imperi Romà d'Orient on els seguidors de les dues faccions van començar a cridar Níka (en grec 'victòria') desafiant als seus governants. Aviat una multitud va sortir als carrers de la ciutat cremant edificis al seu pas, incloent l'església on s'havien casat l'emperador i l'emperadriu i arribant a proclamar Hipaci, el nebot d'Anastasi I, com a nou emperador.
Justinià i els seus oficials estaven preparant-se per fugir quan la seva dona, Teodora, avui santa per a l'Església ortodoxa, es va oposar i els va arengar per esclafar la revolta. Justinià, animat pel valor de la seva muller, va encomanar als seus generals de confiança, Belisari i Mundus, que ataquessin els revoltats, entrant amb les seves tropes a l'hipòdrom on van massacrar unes 30.000 persones (un 10% de la població de la ciutat), incloent-hi el pretendent al tron Flavi Hipaci.